# Цифровая фотография

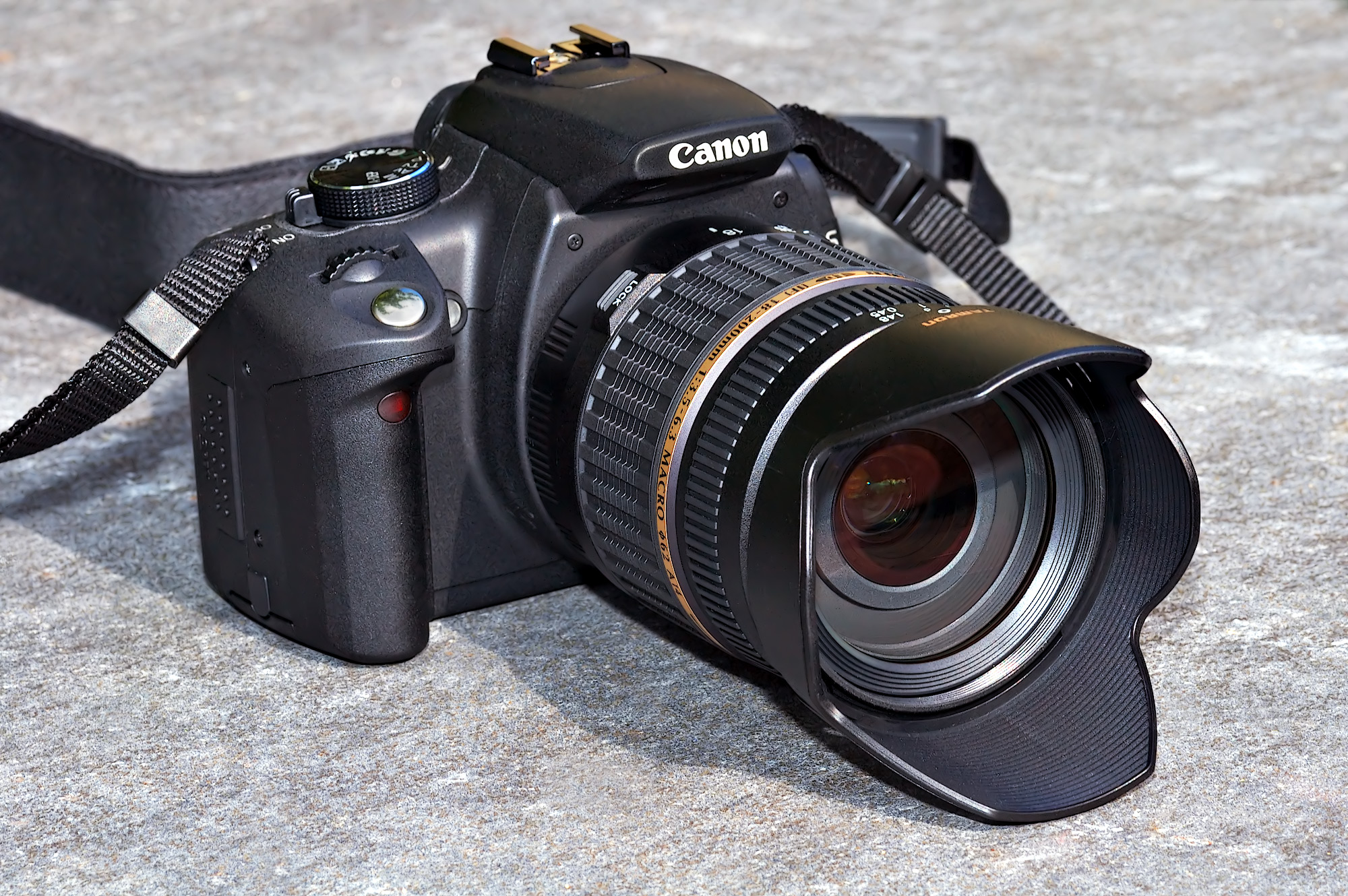
Цифровой зеркальный фотоаппарат Canon EOS 350D

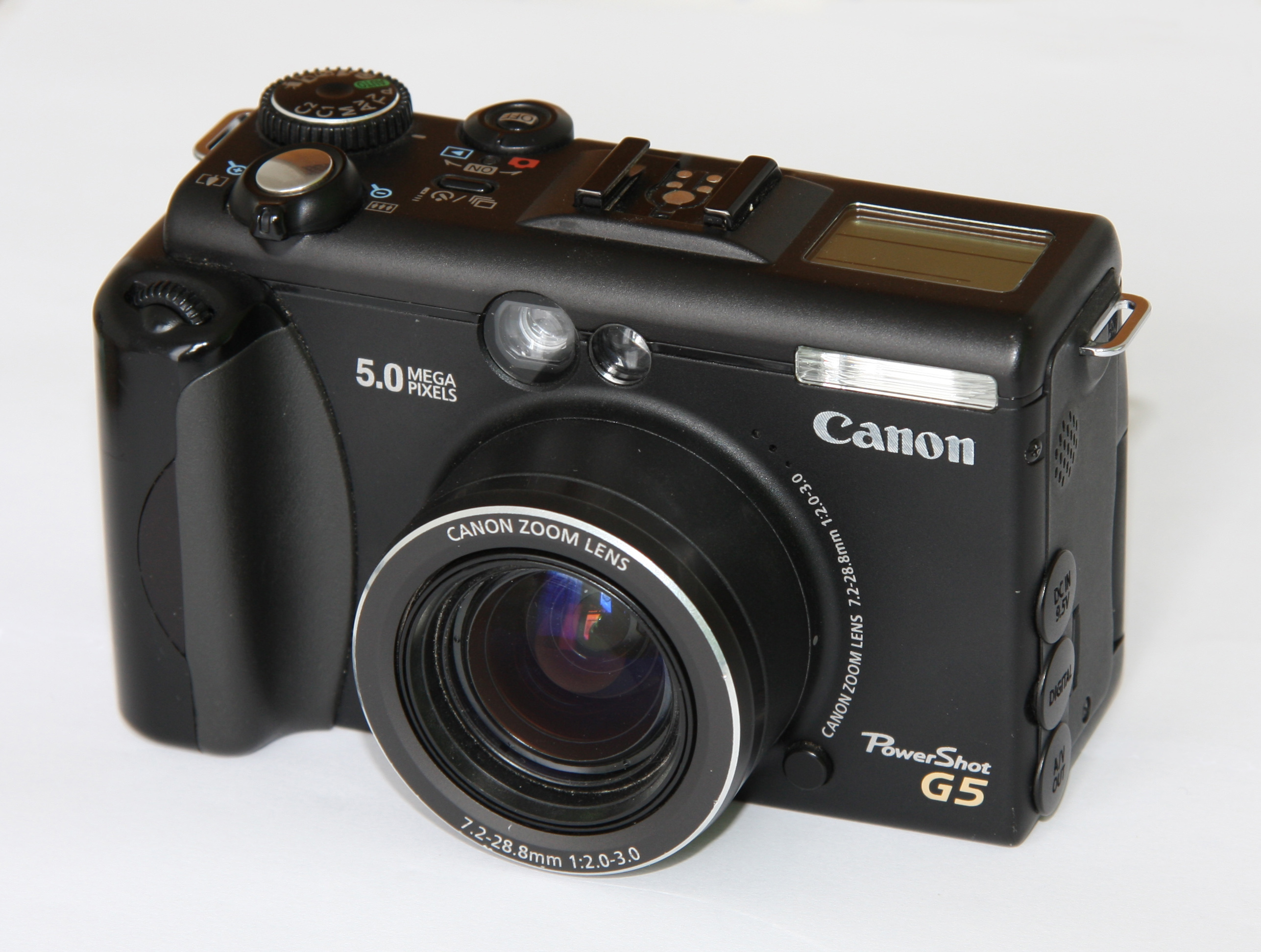
Цифровой фотоаппарат Canon PowerShot G5

Цифрова́я фотогра́фия — технология фотографии, в которой неподвижное изображение сохраняется в форме цифровых данных, представленных в двоичном коде. Источником цифровых изображений могут служить как цифровой фотоаппарат, так и сканер, однако цифровой фотографией принято считать только полученную с цифровой камеры или цифрового задника. Готовый цифровой снимок представляет собой набор невидимых данных, которые могут быть переведены в видимую форму при отображении на дисплее или с помощью печати принтером. Главное преимущество цифровой фотографии перед аналоговой — полное отсутствие накопления искажений при трансформации, передаче или копировании изображений.
Поскольку все действия с цифровыми изображениями производится с помощью вычислительной техники, цифровая фотография относится к области информационных технологий. Преимущества цифровой фотографии в скорости и качестве изображения в начале XXI века привели к вытеснению химической фотографии из большинства сфер. Остающиеся приверженцы фотоплёнки в своём большинстве используют её как первичный носитель информации, используя цифровые копии отсканированных негативов. Кроме того, появление встроенных в сотовые телефоны и карманные компьютеры цифровых миниатюрных фотоаппаратов сделало фотографию общедоступной.

## Фотосенсор
Идея бесплёночной электронной фотографии появилась одновременно с распространением телевидения. Однако, громоздкость передающих трубок и низкое качество их изображения служили препятствием для развития технологии. Первые электронные видеофотоаппараты появились сразу после начала выпуска компактных полупроводниковых ПЗС-матриц, разрабатывавшихся для телевизионных камер. Аналоговый способ хранения видеосигнала, сопряжённый с накоплением искажений при перезаписи и передаче, быстро уступил место технологии с преобразованием в цифровые данные. Современные цифровые фотоаппараты используют в качестве фотодатчика как ПЗС, так и КМОП-матрицы.

### Размер фотосенсоров и угол изображения

Сравнение размеров матриц цифровых фотокамер и 35-мм плёнки

Размеры матриц большинства цифровых фотоаппаратов по размеру меньше стандартного кадра 35-мм плёнки. В связи с этим возникает понятие эквивалентного фокусного расстояния и кроп-фактора.

### Формат кадра
В большинстве цифровых фотоаппаратов соотношение сторон кадра равно 1,33 (4:3), равное соотношению сторон большинства старых компьютерных мониторов и телевизоров. В плёночной фотографии используется отношение сторон 1,5 (3:2). В основном все цифровые зеркальные фотоаппараты с размерами фотосенсоров до 24×36 мм выпускаются с рабочими отрезками фотообъективов зеркальных плёночных фотоаппаратов этого класса, что позволяет использовать старую оптику, рассчитанную на это поле. Это вызвано прежде всего наличием прыгающего зеркала видоискателя, ограничивающего уменьшение рабочего отрезка объектива и автоматически сохраняет возможность применения (преемственность) ранее выпущенных объективов. Применение старой оптики в «цифрозеркалках» с матрицами, размерами меньших 24×36 мм, порой обеспечивают лучшую разрешающую способность объектива по площади кадра в силу неиспользования периферийной части изображения.

## Виды цифровых фотоаппаратов

### Цифровые фотоаппараты со встроенной оптикой
Камеры с несъёмной оптикой (объективом), в отличие от компактных конструкций, являются полноразмерными цифровыми камерами, которые снабжены креплениями для установки внешних аксессуаров — фотовспышек, светофильтров и т. д. Они предназначены главным образом для семейного пользования, туризма, альпинизма и специальных аэросъемок и «фотоохоты». Применение фотосенсоров малых размеров позволяет создавать фотокамеры с фотообъективами, работающие с широким диапазоном зумирования — зумом, с оптическим стабилизатором, при этом с относительно малыми габаритами и весом. Встроенная оптика обеспечивает более высокую герметичность от попадания пыли и влаги. Являясь не зеркальными цифровыми фотоаппаратами они как правило могут работать в режиме видео.
Однако, применяемая фототехника с фотосенсорами малых размеров не рассчитаны для использования её в области изобразительного искусства из-за высокого уровня аберраций, низкой фотографической широты и разрешения. (Как правило применяются фотосенсоры — 1/2,5"). Кроме того, оптическая система при этом не может обеспечить требуемую глубину резкости. //Как раз с глубиной резкости в этом случае все наоборот))//
Камеры с несъёмной оптикой обычно имеют ЖК-экран или электронный видоискатель (окуляр с ЭЛТ или ЖК-экраном), что не может сравниться с зеркальным видоискателем для работы в области, например, портретной съемки, макросъемки и др.

### Зеркальные фотокамеры

Принципиальная схема зеркального фотоаппарата

Цифровые зеркальные камеры (англ. DSLR) являются аналогом плёночных зеркальных камер и имеют сопоставимые размеры (меньшие за счёт отсутствия фильмового канала).
Своё название зеркальная камера получила благодаря зеркальному видоискателю (англ. TTL, Through The Lens), с помощью которого фотограф имеет возможность визировать сцену через объектив фотоаппарата.

### Среднеформатные и прочие профессиональные цифровые камеры
Выпускаются также цифровые камеры бо́льших форматов, предназначенные для профессионального использования. Среди них есть как специализированные, например панорамные камеры, так и камеры больших стандартных форматов, например среднеформатные.
Для стандартных форматов, вместо полностью цифровых камер также с успехом применяются цифровые «задники».

### Цифровые задники

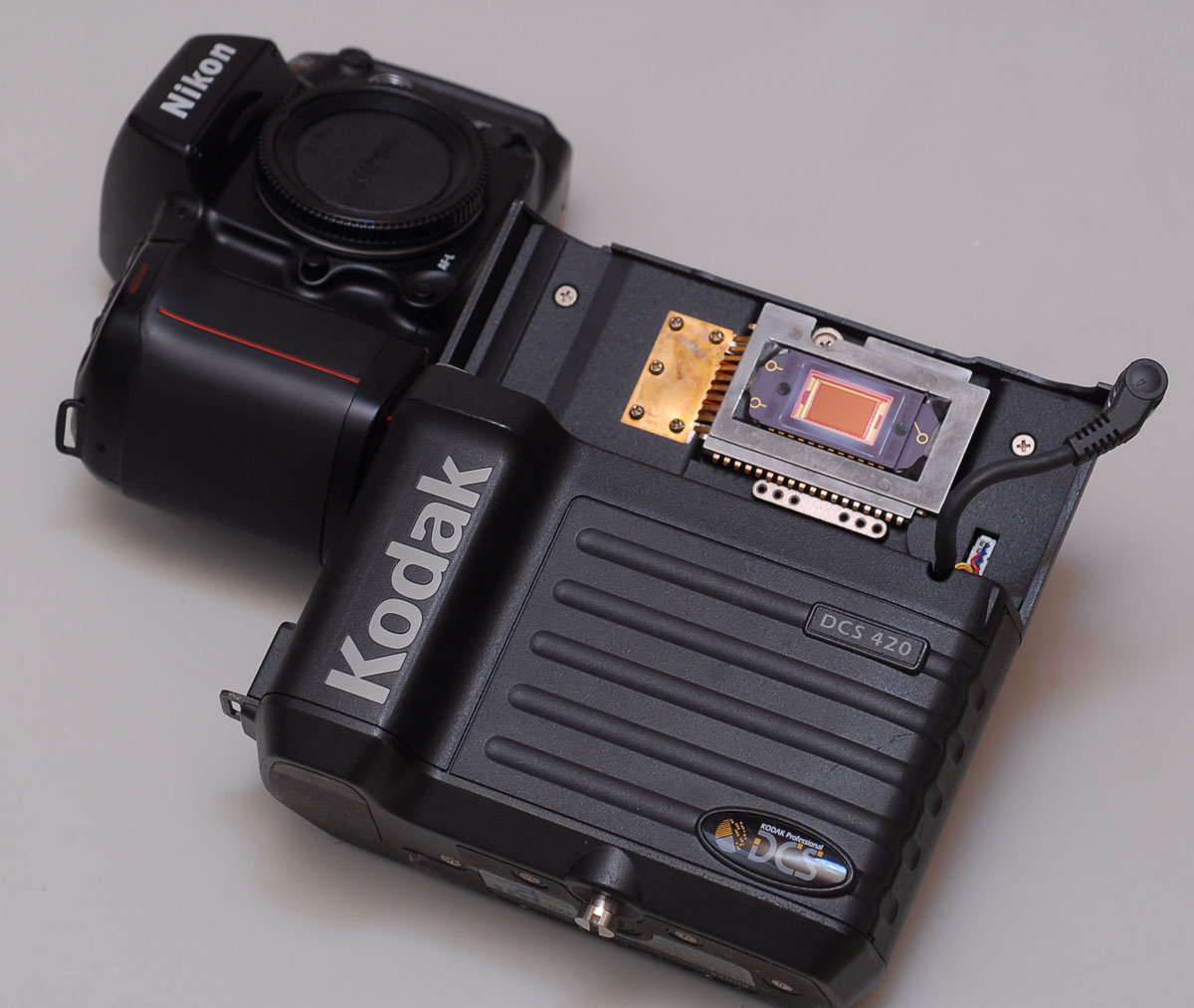
Цифровой задник Kodak DCS420

Цифровые «задники» (англ. Digital Camera Back) применяются для переоборудования плёночных фотоаппаратов (обычно дорогих профессиональных зеркальных камер с наработанным набором сменных объективов). Они представляют собой устройства, содержащие светочувствительную матрицу или подвижный линейный сканер, процессор, память и интерфейс с компьютером. Цифровой задник устанавливают на фотоаппарат вместо кассеты с плёнкой. В некоторых случаях размер матрицы делают меньше размера кадра (например, 12×12 мм вместо 24×36 мм у «задника» Филипс (1990 г.)
Современные (2008 г.) матричные цифровые задники содержат до 416 миллионов RGB-пикселей (Better Light Super10K-HS); переделанные таким образом камеры могут использоваться и как плёночные.

## Параметры цифрового фотоаппарата
Качество изображения, даваемого цифровым фотоаппаратом, складывается из многих составляющих, которых намного больше, чем в плёночной фотографии. В их числе:
- Тип фотосенсоров
- Габариты фотосенсоров
- Электронная схема считывания и оцифровки аналогового сигнала АЦП
- Алгоритм обработки и формат файлов, применяемый для сохранения оцифрованных данных
- Разрешение матрицы в Мпикс (количество пикселей)

### Количество и размер пикселей матрицы
В цифровых фотокамерах число физических пикселей является основным маркетинговым параметром и бывает от 0.1 (у веб-камер и встроенных камер) — до ~42 Мпикс. (У некоторых задников — до 420 Мпикс). В цифровых видеокамерах — до 6 Мпикс. Размеры пиксела в больших фотосенсорах составляют ~6-9 мкм, в малых — меньше ~6 мкм.

### Видоискатели
- Прямой видоискатель
  - Стеклянный глазок
  - Светоделитель
  - Электронный видоискатель EVF
  - Шарнирное зеркало (Зеркальный видоискатель)
- ЖК видоискатель

## Форматы файлов
- JPEG
- TIFF (в большинстве цифровых аппаратов применяется 8-bit TIFF, что не даёт выигрыша в глубине цвета)
- Raw — «сырой» набор оцифрованных данных с матрицы
- DNG от англ. Digital NeGative — «цифровой негатив», унифицированный RAW формат.

К изображениям дописывается дополнительная информация о параметрах съёмки в формате метаданных (например EXIF).

## Битовая глубина цвета
цвет

## Носители данных
Большинство современных цифровых фотоаппаратов производят запись снятых кадров на Flash-карты следующих форматов:
- Secure Digital (SD)
- CompactFlash (CF-I, CF-II или Microdrive)
- Memory Stick (модификаций PRO, Duo, PRO Duo)
- Multimedia Card (MMC)
- SmartMedia
- xD-Picture Card (xD)

Наиболее распространённым на сегодня (2014 г.) типом карт памяти является Secure Digital.
Также возможно подключение большинства камер напрямую к компьютеру, используя стандартные интерфейсы — USB и IEEE 1394 (FireWire). Ранее использовалось подключение через последовательный COM-порт. Некоторые фотоаппараты кроме слотов для карт памяти имеют встроенную память.

## Достоинства и недостатки цифровой фотографии

### Основные преимущества цифровой фотографии
- Оперативность процесса съёмки и получения конечного результата.
- Огромный ресурс количества снимков.
- Большие возможности выбора режимов съёмки.
- Простота создания панорам и спецэффектов.
- Совмещение функций в одном устройстве, в частности, видеосъёмка в цифровых фотоаппаратах и, наоборот, фоторежим в видеокамерах.
- Уменьшение габаритов и веса фотоаппаратуры.
- Возможность предпросмотра результата.

### Основные недостатки цифровой фотографии
- Пикселизация, регулярная структура матрицы и фильтр Байера порождают принципиально другой характер шумов изображения, нежели аналоговые фотографические процессы. Это приводит к восприятию изображения, особенно полученного на пределе возможностей камеры, как более искусственного, не «природного».
- Ещё одной проблемой является уменьшение разрешающей способности фотосенсора главным образом в зависимости от его габаритов. В малых фотосенсорах, где высока плотность пикселей, имеет место смешивания зон генерации носителей (внутреннего фотоэффекта) из-за плотной упаковки их и др.[4]
- Принципиальные трудности доказательства аутентичности цифровой фотографии, в связи с самой сутью цифровых технологий копирования файлов и обработки изображений.
- Преобладающее большинство матриц имеют небольшую фотографическую широту, что не позволяет без потери деталей снимать сюжеты с большим диапазоном яркости.

## Искусство цифровой фотографии
Искусство цифровой фотографии — категория творческих практик, связанных с созданием, редактированием, трансформацией и представлением цифровых изображений в качестве авторских произведений. Цифровая фотография может быть представлена как самостоятельное визуальное произведение (фотоснимок, фотопринт, фотолайтбокс), но может включаться в качестве компонента в более крупные формы, например инсталляции, перформансы, компьютерные художественное программы и базы данных, Интернет-проекты в современном искусстве.
Термин «цифровая фотография» позволяет дифференцировать изображения, созданные с помощью процесса цифрового фотографирования и/или компьютерного редактирования, от изображений, полученных в результате съёмки плёночной аналоговой фотокамерой.
Наряду с применением в бытовых и массовых практиках, цифровая фотография быстро привлекла внимание профессиональных фотографов и художников. Начиная с конца 1980-х годов они создают выразительные цифровые фотопроизведения, в которых рассуждают о важных вопросах современности, эстетизируют окружающую действительность, рефлексируют на тему дематериализации образа в эпоху цифровой культуры. В работах таких мастеров фотографии, как Инез ван Ламсверде, Патриция Пиччинини, Нэнси Бёрсон, Энтони Азиз и Сэмми Качер, цифровой образ предстаёт как изменчивый, нестабильный, пугающий. Другие, напротив, приветствуют дематериализацию фотообраза, видя в потере прямой связи образа и реальности новые возможности для творчества художника (Дж. Уолл, А. Гурски и пр.) или основания для переопределения того, что всегда считалось искусством (К. Селтер, С. Силтон и др.).

## Основные производители цифровых фотоаппаратов
- Nikon
- Canon
- Olympus
- Pentax
- Fujifilm
- Sony
- Panasonic
- Konica
- Kodak
- Samsung